# Верхньояїкбаєво
Верхньояїкба́єво (рос. Верхнеяикбаево, башк. Үрге Яйыкбай) — присілок у складі Баймацького району Башкортостану, Росія. Входить до складу Нігаматовської сільської ради.
Населення — 390 осіб (2010; 431 в 2002).
Національний склад:
- башкири — 99%